# Droga wojewódzka 222
Die Droga wojewódzka 222 (DW 222) ist eine Woiwodschaftsstraße in Polen und verläuft in Nord-Süd-Richtung innerhalb der Woiwodschaft Pommern. Auf einer Länge von 69 Kilometern verbindet sie die Städte Danzig, Skarszewy (Schöneck), Starogard Gdański (Preußisch Stargard) und Skórcz (Skurz) miteinander und vernetzt sie gleichzeitig mit den Landesstraßen DK 1 (ehemalige Reichsstraße 2, heute auch Europastraße 75) und DK 22 (ehemalige Reichsstraße 1), der Schnellstraße 6 (Europastraße 28) und den Woiwodschaftsstraßen DW 226, DW 224 (hier ehemalige Reichsstraße 144), DW 229, DW 231,  DW 234 sowie DW 214.